# Brush Traction
Brush Traction — производитель и разработчик локомотивов. Расположен в Лофборо в Лестершире, Британия, вдоль Midland Main Line (англ. Midland Main Line).

## История
В 1865 году Генри Хьюз, который был инженером, начал строить вагоны конки из железнодорожного подвижного состава на Falcon Works в Лофборо. Его первая компания, известна как: "Hughes’s Locomotive & Tramway Engine Works Ltd". Исторические отчёты содержат мало информации, но считается, что Хьюз начал производство паровозов около 1867 года для Всемирной выставки в Париже. Его основным бизнесом на тот момент были двигатели для трамваев, лёгкие паровые двигатели (обычно с конденсаторами), которые использовались в легковых автомобилях, что стало возможным благодаря трамвайному закону 1870 года (англ. Tramways Act 1870). Он был «пионером» для Суонских и Мубльских железных дорог (англ. Swansea and Mumbles Railway). Они отличались от трамвайных вагонов, где котёл и механизм были интегрированы в легковой автомобиль.
Среди первых паровозов, был паровоз «Бельмонт», который эксплуатировался Снэйлбичскими региональными железными дорогами (англ. Snailbeach District Railways) на колее 686 мм. Паровоз имел осевую формулу 0-2-0.
В 1881 Хьюз построены два 0-4-0STs колеи 3 фута (914 мм) для Ливерпульской Корпорации Водного Комитета для использования в строительстве гидротехнических сооружений на озере Вирнви в Уэльсе. В 1881 компания столкнулась с проблемами юридического характера и в 1882 была закрыта.
Позднее в 1882 году она была реформирована как Falcon Engine & Car Works Ltd. и поставила ещё три локомотива такой же конструкции для железных дорог на Вирнви. Согласно записям завод остаётся загруженным производством как железнодорожных, так и трамвайных локомотивов и подвижного состава. Среди них были цистерны для Ирландии, Испании и Азорских острова. Были и субподряды от других фирм, таких как Kerr Stuart, в то время находившегося в Глазго.
В 1889 активы перешли в руки англо-американской Brush Electric Light Corporation, которая была создана в качестве британского подразделения компании Чарльза Фрэнсиса Браша Brush Electric Company в Америке. Затем он стал известен как Brush Electrical Engineering Company.
В период между 1901 и 1905 с использованием мотора Vauxhall Motors был разработана электрическая машина Brushmobile, хотя в итоге было построено только 6 экземпляров. До 1907 года с использованием французских двигателей было построено около 100 автобусов и несколько грузовиков.
В 1907-1908хх годах, фирма поставила первые 190 трамваев МБ для Санкт-Петербургской трамвайной сети.
В общей сложности в дополнение к трамвайным двигателям было построено около 250 паровозов.  Производство последних прекратилось после Первой мировой войны и компания сосредоточилась в области транспорта, связанной с электрическим оборудованием: трамваи, троллейбусы и батареи эксплуатируемых транспортных средств. После Второй мировой войны использовались корпуса автобусов на шасси Daimler Motor Company с использованием гарднеровских пятицилиндровых дизельных двигателей и даймлеровских предселекторных коробках передач.
Будучи рядом с Дерби и его Derby Works, компания возобновила контакты с железной дорогой для производства в 1947 году вместе с Багналлом тепловозов. Когда Британская железная дорога приступила к замене парка паровых двигателей, Brush вступил в рынок магистральных дизель-электрических локомотивов.
В 1957 году компания и Brush Electrical Machines были куплены Хокером Сидделеем и стали называться Brush Electrical Engineering Company Limited. Как часть Hawker Siddeley Electric Power Group она затем была передана BTR и стала Brush Traction
В настоящее время компания является частью FKI Energy Technologies. Локомотивные мощности был впоследствии приобретены Brush Traction и до сих пор используется для ремонта локомотивов.

## Локомотивы
Компанией Brush были разработаны различные дизельные и электрические локомотивы для Британской железной дороги:
- Класс 31 «Тип Brush 2» — тепловоз смешанного типа движения
- Класс 47 «Тип Brush 2» — тепловоз смешанного типа движения (разработан совместно с BR)
- Класс 53 «Фалькон» — прототип тепловоза
- Класс 57 переработанный тепловоз (реконструированный класс 47)
- British Rail Class 60 — тяжёлый грузовой тепловоз
- British Rail Class 89 — прототип электрического локомотива
- British Rail Class 92 — двухсистемный электровоз

Также были разработаны электрические локомотивы, используемые компанией Eurotunnel в тоннеле под Ла-Маншем
- Евротуннель класс 9

Кроме этого, компанией Brush Traction были разработаны и экспортированы следующие типы локомотивов:
- 1000bhp A1A-A1A основной дизельно-электрический локомотив для Цейлона в 1952
- 1730bhp Co-Co узкоколейный дизельно-электрический локомотив для Родезии (сейчас — Зимбабве) в 1963
- Различные Bo-Bo дизельные электрические грузовые локомотивы для Кубы, Танзании, Габона, Марокко
- Аккумуляторные электрические локомотивы для Гонконга
- Тяжёлые грузовые локомотивы EF класса (Новозеландские железные дороги)
- Локомотивы класса 18 для Малаянских железных дорог в 1978

Также компания Brush являлась основным поставщиком оборудования для систем быстрого транзита, в частности, для лондонского метро и Доклендских Лёгких железных дорог в Соединённом Королевстве, в Канаде и на Тайване.
Тяговое оборудование также поставлялось Британским Железным Дорогам для различных множественных групп поездов: HST тепловозы 43 класса, подобное оборудование также поставлялось в Коменг в Австралию в 1979 году, и грузовых локомотивов класса 56 и Co-Co локомотивов 58 класса.

## Сохранившийся подвижной состав
- Третий локомотив Хьюз-Фэлкон поставленный для железной дороги Коррис под номером 323 (включая части из локомотивов 324 и, возможно, 322), в настоящее время работает на соседней Таниллинской железной дороге.
- Цистерна стандартной колеи 0-4-0, построенная Brush Electrical Engineering, сохраняется в Снибстонском Парке Открытий, Лестершир.
- Цистерна широкой колеи (7 футбов) построенная на Falcon Works сохраняется на Азорах.
- Локомотивы колеи 2 фута (610 мм) Конвенции 265 и 266 бывших Берийских железных дорог, сохранились в Тресте Филлиса Рэмптона.

## Прочие реликвии
- Большое количество экземпляров в настоящий момент хранится в Национальном Трамвайном Музее / Деревня Трамвайный Крич.

## Список литературы
- Lowe, J.W., (1989) British Steam Locomotive Builders, Guild Publishing (англ.)
- Marsden, C.J., Fenn, B.F., (1988) British Rail Main Line Diesel Locomotives, OPC (англ.)
- Toms, G., (1978) Brush Diesel Locomotives 1940-78, TPC Turntable (англ.)
- Toms, G., (1999) Brush Diesel & Electric Locomotive Works List, Industrial Railway Society (англ.)